# Алтопијано Каваларо I (Виченца)
Алтопијано Каваларо I је насеље у Италији у округу Виченца, региону Венето.
Према процени из 2011. у насељу је живело 4 становника. Насеље се налази на надморској висини од 808 м.